# Hypnagogic States
Hypnagogic States — мініальбом рок-гурту The Cure, випущений 13 вересня 2008 року. Він містить ремікси перших чотирьох синглів з альбому гурту, 4:13 Dream: «The Only One», «Freakshow», «Sleep When I'm Dead» і «The Perfect Boy». Альбом є другим альбомом реміксів/мініальбомом The Cure після Mixed Up.

## Список композицій
1. «The Only One» (Remix 4 30 Seconds to Mars) — 4:25
2. «Freakshow» (Wolves at the Gate Remix) — 3:18
3. «Sleep When I'm Dead» (Remix 4 Джерард Уей & Julien-K) — 4:04
4. «The Perfect Boy» (Remix 4 Патрік Стамп / Pete Wentz) — 3:51
5. «Exploding Head Syndrome» (4 Single Remix 65daysofstatic) — 21:27

### Бонус-трек iTunes
1. «The Only One» (Remix 65 65daysofstatic) — 4:28

## Позиції в чартах
| Чарт (2008)          | Найвища позиція |
| -------------------- | --------------- |
| Франція (SNEP)       | 39              |
| Іспанія (PROMUSICAE) | 1               |